# Cephalosilurus nigricaudus
Cephalosilurus nigricaudus es una especie de peces de la familia Pseudopimelodidae en el orden de los Siluriformes.

## Morfología
• Los machos pueden llegar alcanzar los 35 cm de longitud total.

## Hábitat
Es un pez de agua dulce y de clima tropical (20 °C-25 °C )

## Distribución geográfica
Se encuentran en Sudamérica:  cuenca del río Sipaliwini en Surinam.